# Rumex amanus
Rumex amanus är en slideväxtart som beskrevs av Karl Heinz Rechinger. Rumex amanus ingår i släktet skräppor, och familjen slideväxter. Inga underarter finns listade i Catalogue of Life.